# Prozentzeichen
| %                        | %                     |
| Mathematische Zeichen    | Mathematische Zeichen |
| Arithmetik               | Arithmetik            |
| ------------------------ | --------------------- |
| Pluszeichen              | +                     |
| Minuszeichen             | −, ⁒                  |
| Malzeichen               | ⋅, ×                  |
| Geteiltzeichen           | :, ÷, /               |
| Plusminuszeichen         | ±, ∓                  |
| Vergleichszeichen        | <, ≤, =, ≥, >         |
| Wurzelzeichen            | √                     |
| Prozentzeichen           | %                     |
| Analysis                 |                       |
| Summenzeichen            | Σ                     |
| Produktzeichen           | Π                     |
| Differenzzeichen, Nabla  | ∆, ∇                  |
| Prime                    | ′                     |
| Partielles Differential  | ∂                     |
| Integralzeichen          | ∫                     |
| Verkettungszeichen       | ∘                     |
| Unendlichzeichen         | ∞                     |
| Geometrie                |                       |
| Winkelzeichen            | ∠, ∡, ∢, ∟            |
| Senkrecht, Parallel      | ⊥, ∥                  |
| Dreieck, Viereck         | △, □                  |
| Durchmesserzeichen       | ⌀                     |
| Mengenlehre              |                       |
| Vereinigung, Schnitt     | ∪, ∩                  |
| Differenz, Komplement    | ∖, ∁                  |
| Elementzeichen           | ∈                     |
| Teilmenge, Obermenge     | ⊂, ⊆, ⊇, ⊃            |
| Leere Menge              | ∅                     |
| Logik                    |                       |
| Folgepfeil               | ⇒, ⇔, ⇐               |
| Allquantor               | ∀                     |
| Existenzquantor          | ∃                     |
| Konjunktion, Disjunktion | ∧, ∨                  |
| Negationszeichen         | ¬                     |

Das Prozentzeichen (%) ist ein mathematisches Zeichen, mit dem Prozentangaben in Texten und Formeln gekennzeichnet werden. In DIN 5008 ist festgelegt, dass dabei zwischen der Zahl und dem Prozentzeichen ein Leerzeichen gesetzt wird. Das Zeichen entstand im Laufe der Zeit aus Kontraktion und Stilisierung des italienischen per cento (von hundert). In der Informatik wird das Prozentzeichen in unterschiedlichen Rollen verwendet, unter anderem als Zeichen für die Modulo-Operation, als Escape-Zeichen, als Platzhalter und als Kommentarzeichen.

## Geschichte
Schon lange vor der Erfindung von Dezimalbrüchen bestand der Bedarf an Berechnungen in Zehnteln oder Hundertsteln, beispielsweise bei der Besteuerung oder der Zinsrechnung. Dies führte zu einer eigenen Notation, die anstelle der Dezimalschreibweise verwendet wurde und bis heute in Form des Prozentzeichens genutzt wird.
Bereits im 14. Jahrhundert finden sich in italienischen Manuskripten Ausdrücke wie „20 ᵱ 100“ oder „x ᵱ cento“ (in heutiger Notation 20 % bzw. 10 %). Die Abbreviatur ᵱ (p mit durchgestrichenem Schaft) steht hierbei für das italienische Wort per (deutsch pro). Im Laufe des 15. Jahrhunderts entstanden aus dem per cento durch Kontraktion die Formen „ᵱ co“ und „ᵱ c̊“. Bis ins 17. Jahrhundert entwickelte sich aus c̊ das Symbol {\displaystyle \textstyle {\frac {\mathrm {o} }{\mathrm {o} }}}, bestehend aus zwei Kreisen, die durch einen horizontalen Strich getrennt werden. Diesem Symbol stand zunächst noch ein „per“ oder „ᵱ“ voran, das im Laufe der Zeit dann auch wegfiel.

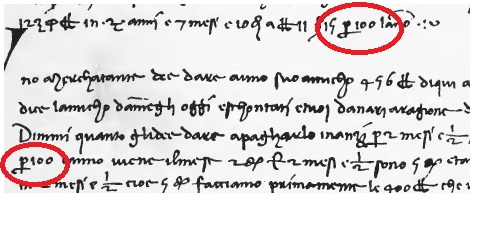
Prozentzeichen in einem Manuskript von 1339
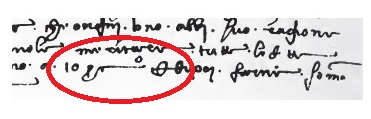
Prozentzeichen in einem Manuskript von 1425
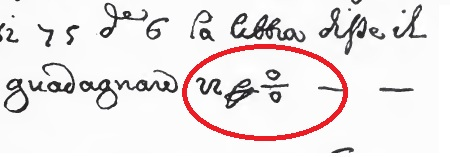
Prozentzeichen in einem Manuskript von 1684

Allgemeine Anerkennung erhielt das Prozentzeichen allerdings erst ab der Mitte des 19. Jahrhunderts. Bei der Deutschen Reichsbahn wurde es 1932 als allgemein verbindliche Schreibweise eingeführt.
In moderner Notation wird das Prozentzeichen als Ligatur % mit einem Schrägstrich statt einem horizontalen Strich dargestellt. In der typografischen Variante {\displaystyle \%} wird dabei der obere Kreis durch einen kleinen Bogen mit dem Strich verbunden. Von dem Prozentzeichen abgeleitet sind das Promillezeichen ‰, das durch Verdopplung des unteren Kreises entsteht, und das Pro-Zehntausend-Zeichen ‱, das durch entsprechende Verdreifachung entsteht.

## Verwendung

### Mathematik
In der Mathematik wird das Prozentzeichen zur Kennzeichnung von Prozentangaben verwendet. Formal stellt das Prozentzeichen eine einstellige Verknüpfung dar, mit der die vorstehende Zahl durch 100 geteilt wird. Beispielsweise ist
{\displaystyle 5\,\%={\frac {5}{100}}=0{,}05}.

### Schreibweisen
Wie bei Maßeinheiten wird zwischen die Zahl und das Prozentzeichen ein geschütztes Leerzeichen gesetzt (siehe Schreibweise von Zahlen). Der Duden empfiehlt hier, einen kleineren, festen Zwischenraum zu verwenden. Bei Ableitungen oder Zusammensetzungen entfällt der Zwischenraum (z. B. eine 50%ige Umsatzsteigerung, die 5%-Klausel).
Nach dem Chicago Manual of Style soll allerdings in englischsprachigen Texten kein Zwischenraum zwischen eine Zahl und ein Prozentzeichen gesetzt werden. Im Türkischen wird das Prozentzeichen vor die Zahl geschrieben.
Im niederländischen Sprachraum wird beim Käse die Prozentangabe des Fettanteils (Fett in der Trockenmasse) nicht mit einem Prozentzeichen geschrieben, sondern mit dem Pluszeichen. Ein „40+“ entspricht dort somit „40 % Fett i. Tr.“

### Informatik
Das Prozentzeichen befindet sich im ASCII-Code an der Stelle 37 (hexadezimal 25). Als solches hat es in der Informatik vielerlei Funktionen, die mit der ursprünglichen Bedeutung nichts mehr gemeinsam haben:
- In einer Reihe von Programmiersprachen, beispielsweise C, C++, Java, Perl und Python, steht das Prozentzeichen für die Modulo-Operation (Rest einer Division).
- In der URL-Kodierung wird das Prozentzeichen genutzt, um in einer URI reservierte Zeichen darzustellen. Dies geschieht mittels einer Escape-Sequenz bestehend aus dem Prozentzeichen gefolgt von einer zweistelligen Hexadezimalzahl.
- In der Datenbanksprache SQL steht das Prozentzeichen für eine Wildcard innerhalb einer LIKE-Abfrage.
- In den Textsatzsystemen TeX, LaTeX und Postscript leitet das Prozentzeichen einen Zeilenkommentar ein.
- In der Programmiersprache BASIC markiert ein nachfolgendes Prozentzeichen eine Integer-Variable.
- In der Programmiersprache Perl kennzeichnet ein vorangestelltes Prozentzeichen eine Hash-Variable.
- In der Stringformatierung (beispielsweise durch die printf-Funktion) leitet das Prozentzeichen das Format für einen zu ersetzenden Ausdruck ein.
- Im Kommandozeileninterpreter COMMAND.COM von MS-DOS kennzeichnet das Prozentzeichen die Übergabeparameter eines Batch-Skripts sowie Umgebungsvariablen.
- In den Unix-Shells csh, tcsh und zsh ist das Prozentzeichen der Default-Prompt für Benutzer ohne Superuser-Berechtigung.

### Genealogie
In der Genealogie wird das Prozentzeichen als Alternative für das Symbol der Ehescheidung ⚮ verwendet, siehe genealogische Zeichen.

## Kodierung
Das Prozentzeichen und seine Abwandlungen werden in Computersystemen folgendermaßen kodiert.
| Zeichen | Unicode  | Unicode                      | Bezeichnung                        | HTML        | HTML    | HTML        | LaTeX               |
| Zeichen | Position | Bezeichnung                  | Bezeichnung                        | hexadezimal | dezimal | benannt     | LaTeX               |
| ------- | -------- | ---------------------------- | ---------------------------------- | ----------- | ------- | ----------- | ------------------- |
| %       | U+0025   | percent sign                 | Prozentzeichen                     | &#x25;      | &#37;   | &percnt; †  | \%                  |
| ‰       | U+2030   | per mille sign               | Promillezeichen                    | &#x2030;    | &#8240; | &permil;    | \textperthousand    |
| ‱       | U+2031   | per ten thousand sign        | Pro-Zehntausend-Zeichen            | &#x2031;    | &#8241; | &pertenk; † | \textpertenthousand |
| ٪       | U+066A   | arabic percent sign          | Arabisches Prozentzeichen          | &#x066A;    | &#1642; |             |                     |
| ؉       | U+0609   | arabic per mille sign        | Arabisches Promillezeichen         | &#x0609;    | &#1545; |             |                     |
| ؊       | U+0610   | arabic per ten thousand sign | Arabisches Pro-Zehntausend-Zeichen | &#x0610;    | &#1546; |             |                     |

Von dem Prozentzeichen zu unterscheiden ist das kaufmännische Minuszeichen ⁒ (U+2052 commercial minus sign) mit Punkten statt Kreisen, das damit dem arabischen Prozentzeichen ähnelt.